# Bizantska tvrđava na Svetom Marku
Bizantska tvrđava na Svetom Marku, tvrđava imena Almis na kvarnerskom otoku Svetom Marku, Hrvatska. Nalazi se na jugu otoka. Otok je bio važna strateška točka, jer se s vrha otoka izvrsno vidi okolno pomorje i jer je na važnom prometnom položaju, na prijelazu između kopna i Krka, te zbog plovidbe iz Riječkog zaljeva u Vinodolski kanal. Zbog toga je u Bizantu u Justinijanovo vrijeme, polovicom 6. stoljeća podignut bizantski castrum. Tada je Justinijan zavladao kvarnerskim priobaljem. Pobijedivši ostrogotsko kraljevstvo koji su dotad vladali ovim područjem, radi sigurnosti plovidbe i učvršćivanja vlasti stvorio je snažnu flotu na moru, a na kopnu je podigao sustav nadzornih postaja, promatračnica, kula i većih utvrda, uz koje su se razvila i civilna naselja te gradila ili obnavljala crkvena infrastruktura. Tad je podignuta ova tvrđava imena Almis od koje je nastalo kasnije ime otoka Omiš.
Podignut je castrum pod hrbatom škoja Sv. Marka na samoj citadeli. Utvrda je izdužena oblika i pratio je konfiguraciju terena i bio je portal otoka Krka, nadzorni i taktični punkt obrane od nasrtaja s kopna. Funkciju je zadržao neprestano, sve do u razvijeni srednji vijek. Sve do 16. stoljeća dio je castruma Mlečanima služio kao promatračnica. Za potrebe posade bizantske vojske bile su dvije crkve unutar castruma. Druga crkva je posvećena sv. Martinu, a obje su crkve bile unutar castruma. Jedna je crkve sv. Ivana Zlatoustog, a druga je posvećena sv. Martinu. Zbog potreba izgradnje Krčkog mosta bila su brojna miniranja zbog čega se znatno promijenila konfiguracija otoka. Dio otočića je "odsječen" upravo na mjestu gdje su vidljive ruševine utvrde čime je trajno nestao dio bizantske utvrde (castruma) pa su danas vidljivi samo na najvišoj točki otoka.